# Derby County Football Club 2013-2014

## Stagione
Eliminata al terzo turno nelle due coppe nazionali, il Derby County ha concluso la Championship, seconda divisione inglese in terza posizione, accedendo così ai Play-Off promozione. In semifinale, il County ha sconfitto sia all'andata che al ritorno il Brighton & Hove Albion, mentre in finale è stata sconfitta per 1-0 dal Queens Park Rangers. La stagione ha visto anche un cambio di panchina, il 28 settembre infatti Nigel Clough è stato esonerato ed il suo posto è stato preso da Steve McClaren.

## Maglie e sponsor
Completi forniti da Kappa, main sponsor buymobile.net
| Casa | Trasferta | Terza |

## Rosa
| N. |                             | Ruolo | Calciatore     |
| -- | --------------------------- | ----- | -------------- |
| 1  | Inghilterra (bandiera)      | P     | Lee Grant      |
| 2  | Inghilterra (bandiera)      | D     | Adam Smith     |
| 3  | Scozia (bandiera)           | D     | Craig Forsyth  |
| 4  | Scozia (bandiera)           | C     | Craig Bryson   |
| 6  | Irlanda (bandiera)          | D     | Richard Keogh  |
| 7  | Scozia (bandiera)           | C     | Paul Coutts    |
| 8  | Irlanda (bandiera)          | C     | Jeff Hendrick  |
| 9  | Inghilterra (bandiera)      | A     | Chris Martin   |
| 10 | Irlanda del Nord (bandiera) | A     | Jamie Ward     |
| 11 | Scozia (bandiera)           | A     | Johnny Russell |
| 12 | Inghilterra (bandiera)      | C     | Michael Jacobs |
| 12 | Inghilterra (bandiera)      | C     | Lee Naylor     |
| 14 | Inghilterra (bandiera)      | A     | John Eustace   |
| 16 | Inghilterra (bandiera)      | C     | Ben Davies     |

| N. |                        | Ruolo | Calciatore      |
| -- | ---------------------- | ----- | --------------- |
| 17 | Galles (bandiera)      | D     | Kieron Freeman  |
| 18 | Irlanda (bandiera)     | A     | Conor Sammon    |
| 19 | Inghilterra (bandiera) | C     | Will Hughes     |
| 20 | Inghilterra (bandiera) | A     | Mason Bennett   |
| 25 | Inghilterra (bandiera) | D     | Jake Buxton     |
| 27 | Stati Uniti (bandiera) | D     | Zak Whitbread   |
| 30 | Inghilterra (bandiera) | D     | James Bailey    |
| 32 | Giamaica (bandiera)    | C     | Simon Dawkins   |
| 33 | Inghilterra (bandiera) | C     | Andre Wisdom    |
| 34 | Mali (bandiera)        | D     | Kalifa Cissé    |
| 34 | Inghilterra (bandiera) | C     | George Thorne   |
| 35 | Inghilterra (bandiera) | C     | Patrick Bamford |
| 35 | Inghilterra (bandiera) | D     | Michael Keane   |